# Eric Pickles
Eric Pickles (ur. 20 kwietnia 1952 w Keighley) – brytyjski polityk, członek Partii Konserwatywnej, od 1992 poseł do Izby Gmin. W latach 2010–2015 zasiadał w gabinecie Davida Camerona, gdzie pełnił urząd ministra społeczności i samorządów lokalnych.

## Życiorys

### Młodość
Pochodzi z rodziny o lewicowych tradycjach – jego dziadek był wśród przywódców Niezależnej Partii Pracy, niewielkiego ugrupowania o profilu socjalistycznym działającego w pierwszej połowie XX wieku. Według samego Picklesa, jako nastolatek był wręcz zafascynowany komunizmem, jednak przeżył głębokie rozczarowanie nim po inwazji ZSRR i innych państw bloku wschodniego na Czechosłowację w 1968 roku. Przystąpił wówczas do młodzieżówki konserwatystów. Już jako jej działacz ukończył studia na Politechnice w Leeds. W latach 80. był aktywistą ruchu antyrasistowskiego.

### Kariera polityczna
Karierę polityczną rozpoczął w radzie miejskiej Bradford, gdzie został wybrany w 1979 roku. Zasiadał w niej przez trzynaście lat, w tym przez dwa (1988-90) pełnił funkcję przywódcy frakcji konserwatywnej w radzie. W 1992 został członkiem Izby Gmin. Od 2001 zasiadał w gabinecie cieni, gdzie zajmował się m.in. kwestiami transportu i Londynu. W 2007 został „cieniem” ministra ds. społeczności i samorządów lokalnych. W styczniu 2009 David Cameron mianował go przewodniczącym Partii Konserwatywnej (co odpowiada stanowisku sekretarza generalnego partii w Europie kontynentalnej – w Wielkiej Brytanii funkcje przewodniczącego i lidera są rozdzielone).
W maju 2010, gdy konserwatyści wygrali wybory i wspólnie z Liberalnymi Demokratami utworzyli rząd, Pickles został powołany w skład gabinetu jako minister społeczności i samorządów lokalnych. Zajmował to stanowisko do wyborów w 2015 roku, w których uzyskał reelekcję jako poseł, nie został jednak członkiem drugiego gabinetu Camerona.